# ابن سيده
أبو الحسن علي بن إسماعيل والمعروف بابن سِيدَه المُرسيّ (398- 458 هـ / 1007- 1066م) لغوي أندلسي، وهو صاحب كتاب «المُحكَم والمُحِيط الأعظم» وهو من المعاجم الجامعة في اللغة العربية.

## سيرته
وُلد أبو الحسن علي بن إسماعيل وقيل علي بن أحمد المعروف بابن سيده في مرسية ضريرًا كأبيه، سنة 398هـ/ 1007م. تعلم ابن سيده علوم اللغة على يد أبيه، ثم على أبي العلاء صاعد البغدادي وأبي عمر الطلمنكي وغيرهم. برع ابن سيده في علوم اللغة العربية، وانتظم في بلاط مجاهد العامري صاحب دانية الذي كان يهتم بعلوم القرآن واللغة.

## مؤلفاته
ألّف ابن سيده الكثير من التصانيف في علوم اللغة، واشتغل بنظم الشعر مدة.
ومن تصانيفه: «المخصص» و«المحكم والمحيط الأعظم» و«الأنيق» وهو في شرح ديوان الحماسة لأبي تمام و«شرح إصلاح المنطق» و«شرح ما أشكل من شعر المتنبي» و«العلام في اللغة على الأجناس» و«العالم والمتعلم» و«الوافي في علم أحكام القوافي» و«العويص في شرح إصلاح المنطق» و«شرح كتاب الأخفش» و«السماء والعالم» و«العالم في اللغة» و«شواذ اللغة»
قال الحميدي عن ابن سيده: «إمام في اللغة والعربية، حافظ لهما على أنه كان ضريرًا، قد جمع في ذلك جموعًا، وله مع ذلك في الشعر حظ وتصرف». وقال عنه ابن قاضي شهبة: «ومن وقف على خطبة كتاب المُحْكَم علم أنه من أرباب العلوم العقلية، وكتب خطبة كتاب في اللغة إنما تصلح أن تكون خطبة لكتاب الشفاء لابن سينا».

## وفاته
توفي بدانية في 26 ربيع الآخر 458 هـ، الموافق لسنة 1066م وعمره نحو الستين.